# Basemah Serasan
Basemah Serasan is een bestuurslaag in het regentschap Pagar Alam van de provincie Zuid-Sumatra, Indonesië. Basemah Serasan telt 7372 inwoners (volkstelling 2010).